# Chata pri Zelenom plese
Die Chata pri Zelenom plese (deutsch Grünseehütte, ungarisch Zöld-tavi menedékház, polnisch Schronisko nad Zielonym Stawem) ist eine Berghütte in der slowakischen Hohen Tatra. Sie liegt am Nordufer des Bergsees Zelené pleso (deutsch Grünsee) im Tal Dolina Zeleného plesa (deutsch Grünseetal), einem Zweig des Tals Dolina Kežmarskej Bielej vody (deutsch Weißwassertal) auf einer Höhe von 1551 m n.m., zwischen der Nordwand des Bergs Malý Kežmarský štít (deutsch Weberspitze, 2514 m n.m.), dem westlich gelegenen Berg Jastrabia veža (deutsch Karfunkelturm, 2137 m n.m.) und dem nördlich gelegenen Kozí štít (deutsch Gemsenspitze, 2111 m n.m.).

## Geschichte

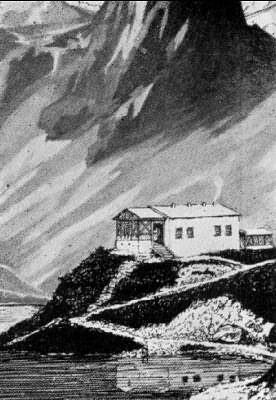
Historische Illustration der Egidihütte

Ein Vorgänger der heutigen Hütte war die Egidihütte (nach dem Großgrundbesitzer und damaligen Vorsitzenden des Ungarischen Karpathenvereins (UKV), Egyed Berzeviczy), die aber nicht am heutigen Standort, sondern im Tal Predné Meďodoly (deutsch Vordere Kupferschächte) im Jahr 1876 errichtet wurde, als die zur Verfügung stehenden 200 Gulden für die 1873 geplante Hütte am Grünsee nicht ausreichten. Das spartanisch ausgestattete, einräumige Bauobjekt war für Vereinsmitglieder kostenfrei zu benutzen. Den Hirten von Spišská Belá (deutsch Zipser Bela) gefiel der Bau nicht und beschädigten oft die Hütte, um die Touristen zur kostenpflichtigen Übernachtung auf ihren Almen zu zwingen. Nachdem die Situation untragbar wurde, entschied sich der UKV, die Egidihütte 1880 zum Nordufer des Grünsees zu verlegen, allerdings konnte der Verein keinen Pächter finden und schließlich brannte 1883 die Hütte nieder, nachdem sie bereits 1882 während eines Herbststurms beschädigt worden war. Schon 1884 baute man eine neue, zweiräumige Hütte mit demselben Namen, die wegen schlechter Erfahrungen mit dem Mikroklima am Nordufer 1887 am Südufer wiederaufgebaut wurde. Zwei Brände im Jahr 1890 beschädigten und verwüsteten auch die zweite Egidihütte.
Die dritte, gemauerte Hütte mit fünf Räumen wurde wieder am Nordufer errichtet und am 27. August 1897 feierlich eröffnet. Diese erhielt den Namen Friedrich-Schutzhaus, nach dem österreichischen Erzherzog Friedrich von Österreich-Teschen. Eine 1895 erbaute Holzschutzhütte für die Bauarbeiter wurde später zum Stall für Hüttenwirts Vieh. Bis zum Ersten Weltkrieg war die Hütte nur in den Sommermonaten geöffnet, seither wird sie ganzjährig betrieben, auch wenn die ersten Winterbesucher bereits im März 1906 kamen. Während des Ersten Weltkriegs bildeten sich hier Gebirgseinheiten der ungarischen Honvéden aus. 1922 erhielt die Hütte einen Telefonanschluss, 1926 und 1934 wurde sie wesentlich erweitert, nachdem sie durch zwei Brände in den Jahren 1925 und 1926 beschädigt worden war. In der Tschechoslowakei nutzte man in den 1920er Jahren gelegentlich den Vorkriegsnamen in der Form Bedrichova chata, allmählich setzten sich die geografischen Bezeichnungen Chata pri Zelenom plese, alternativ auch Chata pod Jastrabou vežou (deutsch Karfunkelturmschutzhaus), durch. In der Zwischenkriegszeit blieb die Hütte weiterhin Eigenturm des zipserdeutsch geprägten Karpathenvereins. Während des Zweiten Weltkriegs waren hier Mitglieder der Hitlerjugend untergebracht.
Nach dem Zweiten Weltkrieg erfolgte die Verstaatlichung der Hütte, die 1950 zu Ehren von Albert Brnčal, einem Mitglied des Bergsteigervereins JAMES und Teilnehmer am Slowakischen Nationalaufstand, in den neuen Namen Brnčalova chata, umbenannt wurde. 1955 wurde die Hütte nochmal erweitert, 1958 erhielt sie einen Anschluss an eine kleine Turbine am Ufer des Zelený potok, die seither Strom für die Hütte liefert. In den Wintermonaten wird stattdessen ein Dieselaggregat verwendet. Im Rahmen eines Restitutionsgesetzes wurde die Hütte an die Touristenvereine KST und JAMES übergeben. 1992 erhielt sie den heutigen Namen, umgangssprachlich trägt sie aber den an den alten Namen angelehnten Spitznamen Brnčalka.

## Touristische Erschließung
Die Chata pri Zelenom plese liegt auf dem rot markierten Wanderweg Tatranská magistrála auf der Teilstrecke vom Bergsee Skalnaté pleso und den Sattel Sedlo pod Svišťovkou unterhalb des Bergs Veľká Svišťovka bis zum Endpunkt am Bergsee Veľké Biele pleso. Hier trifft die Magistrale einen gelb markierten Wanderweg vom Abzweig Biela voda bei Kežmarské Žľaby bis zum Gipfel des Jahňací štít (deutsch Weißseespitze, 2230 m n.m.). Über talwärts gelegene Abzweigungen am gelb markierten Wanderweg besteht ein Anschluss an einen blau markierten Wanderweg von Tatranské Matliare und Tatranská Lomnica heraus.
Die Hütte ist ganzjährig geöffnet und beherbergt eine Station des slowakischen Bergrettungsdienstes. Sie wurde in der Vergangenheit durch Lastenträger versorgt, heute werden Güter per Geländewagen (im Sommer) und Motorschlitten (im Winter) über die vom Abzweig Biela voda kommende unbefestigte Straße geliefert.  Sie bietet Übernachtungsmöglichkeiten (56 Betten) nach vorheriger Anmeldung, Notunterkunft im Wirtschaftsgebäude sowie Frühstück und Abendessen für Gäste an. Allen Besuchern steht der Imbiss mit warmen und kalten Speisen und einem kleinen Souvenirladen, ein Esszimmer sowie eine Schenke im unteren Teil der Hütte zur Verfügung. Im Untergeschoss befindet sich ein kleiner Schulungsraum mit 16 Plätzen. In der Hütte ist eine Zentralheizung mit zwei Holz-Gas-Heizkesseln installiert.